# Retzian-(Ce)
La retzian-(Ce) è un minerale.